# Szászországi Albert
Szászországi Albert (latinul: Albertus de Saxonia, németül: Albert von Sachen), vagy Rickmersdorfi Albert (németül: Albert von Rickmersdorf), (Velpke, 1316 körül – Halberstadt, 1390. július 8.) középkori német filozófus. Említik Helmstedti Albert, Albertutius, és Albertus Parvus ('Kis Albert') néven is.
A Párizsi egyetemen tanult, majd később itt tanított, és 1357-től az egyetem rektora volt feltehetően 1362-ig. 1365-ben a nem sokkal korábban alapított Bécsi egyetem rektoraként említik a feljegyzések. 1366-tól Halbestadt püspöke. 1390-ben hunyt el. Számos logikai, fizikai, matematikai, és etikai mű maradt utána. A De coelo et mundoban nyíltan hivatkozik a párizsi tanárok véleményeire.

## Bővebb irodalom
- Étienne Gilson: A középkori filozófia története. Budapest: Kairosz Kiadó. 2015.  ISBN 9789636627850 , 722–723. o.